# Comtat d'Alameda
El comtat d'Alameda (en anglès: Alameda County), fundat el 1853, és un dels 58 comtats de l'estat nord-americà de Califòrnia. L'any 2008, el comtat tenia 1.474.368 habitants i una densitat poblacional de 693.1 persones per km², convertint-ho al setè comtat més poblat de l'estat. La seu del comtat és Oakland.

## Toponímia
Ja en 1795 es denominava a aquesta regió com L'Alameda. En el mateix any apareixen dos topònims similars: Rierol de l'Alameda i riu de l'Alameda. El 1853 es designa amb aquest nom al comtat.

## Geografia
Segons l'Oficina del Cens, el comtat té una àrea total de 2,126.4 km², de la qual 1,908.8 km² és terra i 215 km² (10.18%) és aigua.

### Comtats adjacents
- Comtat de Contra Costa (nord)
- Comtat de San Joaquín (est)
- Comtat de Stanislaus (sud-est)
- Comtat de Santa Clara (sud)
- Comtat de San Francisco i comtat de Sant Mateu (oest)

### Localitats

#### Ciutats
Alameda |
Albany |
Berkeley |
Dublin |
Emeryville |
Fremont |
Hayward |
Livermore |
Newark |
Oakland |
Piedmont |
Pleasanton |
San Leandro |
Union City

#### Llocs designats pel cens
Ashland |
Castro Valley |
Cherryland |
Fairview |
San Lorenzo |
Sunol

#### Àrees no incorporades
Albrae |
Altamont |
Asco |
Baumberg |
Brightside |
Brookshire |
Canyon |
Dougherty |
Dresser |
East Pleasanton |
Farwell |
Hall Station |
Halvern |
Kilkare Woods |
Komandorski Village |
Lorenzo Station |
Mattos |
Mendenhall Springs |
Midway |
Mountain House |
Mowry Landing |
Radum |
San Ramon Village |
Scotts Corner |
Sorenson |
Verona 

## Demografia
En el cens del 2000 hi vivien 1.443.741 persones, 523.366 llars i 339.141 famílies residint al comtat. La densitat poblacional era de 756 persones per km². En el 2000 hi havia 540.183 unitats habitacionals en una densitat de 283 per km². La demografia del comtat era de 48.79% blancs, 14.93% afroamericans, 0% amerindis, 20.45% asiàtics, 0% illencs del Pacífic, 8.94% d'altres races i 5.63% de dues o més races. 18.97% de la població era d'origen hispà o llatí de qualsevol raça.
Segons l'Oficina del Cens en 2008 els ingressos mitjans per llar en la localitat eren de $70,079, i els ingressos mitjans per família eren $85,802. Els homes tenien uns ingressos mitjans de $47,425 enfront dels $36,921 per a les dones. La renda per capita per a la localitat era de $33,974. Al voltant de l'11.00% de la població estaven per sota del llindar de pobresa.